# Lafayette (Oregon)
Lafayette é uma cidade localizada no estado norte-americano de Oregon, no Condado de Yamhill.

## Demografia
Segundo o censo norte-americano de 2000, a sua população era de 2586 habitantes.
Em 2006, foi estimada uma população de 3208, um aumento de 622 (24.1%).

## Geografia
De acordo com o United States Census Bureau tem uma área de
2,3 km², dos quais 2,3 km² cobertos por terra e 0,0 km² cobertos por água.

## Localidades na vizinhança
O diagrama seguinte representa as localidades num raio de 12 km ao redor de Lafayette.